# Teleki Arvéd
Gróf Teleki Arvéd ritkábban: Teleky, előfordul még Árvéd írásmóddal is (Pest, 1865. június 19. – Nagyszeben, 1942. augusztus 30.) magyar mezőgazdasági szakíró, Teleki Ralph (1890–1982) apja.

## Életútja, munkássága
A bécsi Theresianumban tanult, majd jogot hallgatott Párizsban. Az első világháború előtt Kecskemét országgyűlési képviselője volt. 1918-ban drassói kastélyát feldúlták, ezt követően Kolozsvárra költözött, szövőgyárat hozott létre, alelnöke volt az Erdélyi Múzeum-Egyesületnek.
Cikkei jelentek meg többek között a Köztelekben, a Budapesti Hírlapban, az Újságban, a Gazdasági Lapokban és az Ellenzékben (1892–1907). Földbirtokosként növénytermesztési kísérletekkel foglalkozott. Tapasztalatainak eredményét Növényeink hasznáról című könyvében (Kolozsvár, 1926) foglalta össze.